# Fabula Nova Crystallis Final Fantasy
Fabula Nova Crystallis Final Fantasy (яп. フ ァ ブ ラ ノ ヴ ァ ク リ ス タ リ ス フ ァ イ ナ ル フ ァ ン タ ジ ー) — серія японських рольових відеоігор від компанії Square Enix, підсерія Final Fantasy. Включає як ігри основної серії, так і побічні.
Події ігор Fabula Nova Crystallis об'єднані схожою міфологією: божествами, ігровими поняттями. Подібно до Final Fantasy, Final Fantasy III, Final Fantasy IV і Final Fantasy V, події відбувалися в різних всесвітах, але центральне місце в сюжеті займають магічні кристали, звідки й назва. Вперше про Fabula Nova Crystallis стало відомо в 2006 році на виставці Electronic Entertainment Expo як про Final Fantasy Haeresis XIII. Ігри Final Fantasy XIII і її продовження (Final Fantasy XIII-2 і Lightning Returns: Final Fantasy XIII) розроблялися однією командою, інші створюються різними командами, але у всіх бере участь художник Тецуя Номура.
Загальна тема серії Fabula Nova Crystallis — це доля, визначена вищими істотами, проти якої люди повстають.

## Ігри серії
- Final Fantasy XIII (2009; PlayStation 3, Xbox 360, Windows)
- Final Fantasy Type-0 (раніше Final Fantasy Agito XIII) (2011; PSP)
- Final Fantasy XIII-2 (2011; PlayStation 3, Xbox 360, Windows)
- Lightning Returns: Final Fantasy XIII (2013; PlayStation 3, Xbox 360, Windows)
- Final Fantasy Agito (2014; iOS, Android)
- Final Fantasy XV (2016; PlayStation 4, Xbox One, Windows)

## Основні елементи серії

### Міфологія
Вперше міфологія Fabula Nova Crystallis була повністю показана 18 січня 2011 року у відео, яке у вигляді фресок та оповіді зображеного пояснює походження світу, божеств та людей Fabula Nova Crystallis.
Всесвіт серії Fabula Nova Crystallis поділений на дві частини: Видимий Світ, і Невидимий (англ. Invisible World). Міфологія серії починається з того, що на початку існували богиня Муїн (англ. Mwynn) і її син Бунівельз (англ. Bhunivelze). Останній вбив матір, щоб самому правити Видимим Світом. В результаті Муїн потрапила в Невидимий Світ. Муїн за це прокляла Видимий Світ і тепер все в ньому рано чи пізно мусило померти. Щоб уникнути такої долі, Бунівельз спробував остаточно знищити матір, але не міг просто так пройти в Невидимий Світ, не померши сам. Тоді Бунівельз створив молодше божество, фал'Сі на ім'я Пульс (англ. fal'Cie Pulse), який повинен був відшукати спосіб дістатися до Муїн.
На допомогу Пульсу Бунівельз незабаром створив ще одного фал'Сі, богиню Етро (англ. Etro), але вона виявилася дуже схожою на Муїн, і Бунівельз побоявся давати їй якусь божественну силу. На заміну Етро він створив фал'Сі Ліндзея (англ. Lindzei), щоб той захищав світ і Бунівельза. Після цього Бунівельз кристалізувався та заснув до того часу як буде знайдено прийнятний для нього спосіб потрапити в Невидимий Світ.
Етро, яка була позбавлена божественних сил, вчинила самогубство. Ліндзей, що турбувався про світ, не міг допустити, щоб ця втрата стала марною, отож зробив з пролитої крові богині людей. Опинившись в Невидимому Світі, Етро знайшла там Муїн, яку знищував Хаос — субстанція, яка руйнувала все, що потрапляє в світ мертвих, і яка виникла як наслідок діяльності Бунівельза. Перед остаточною загибеллю Муїн попросила Етро підтримувати баланс між світом живих і світом мертвих, інакше всесвіт зникне. Етро поселилася в місці, де два світи перетиналися, Вальгаллі, і прив'язалася до людей, котрі формально були її дітьми, тому дала їм частку Хаосу, яку люди назвали душею. Завдяки душі люди, проходячи через Ворота Етро, потрапляли у Вальгаллу, потім розчинялися в Хаосі, але в підсумку перероджувалися для нового життя, обходячи закон, що все в Видимому Світі повинно померти. З того часу встановилося, що поки люди будуть народжуватися і вмирати, всесвіт не зникне. До того ж, ті, хто зуміли контролювати Хаос в собі, отримали здібності, що стали називатися магією.
Незабаром люди нарекли Пульса верховних богом і назвали Видимий Світ на його честь, а Ліндзея — своїм захисником, який створив для їхнього блага високотехнологічний планетóїд Кокон. Етро ж стала відома як Богиня Смерті. Пульс з Ліндзеєм створили собі помічників, молодших фал'Сі, та відійшли від справ, як і Бунівельз. Фал'Сі побачили як люди проходять в Невидимий Світ і повертаються, переродившись, назад. Вони вирішили розширити Ворота Етро потоком душ, одночасно вбивши багато людей шляхом руйнації Кокона, і цим виконати своє завдання й повернути Бунівельза, на чому базується сюжет Final Fantasy XIII.
В Final Fantasy Type-0 діє та сама міфологія, але інакше інтерпретована. Там світ Оріенес, місце дії гри, багато разів «перезапускався» богами, щоб знайти спосіб уникнути Апокаліпсису.
Дія Final Fantasy XV відбувається в світі Еос, подібному на наш сучасний, створеному богами Астральними. В давнину Астральний Іфрит повстав проти інших богів і вирішив знищити людство. Між Астральними почалася війна, під час якої Еосом поширилася хвороба Зоряний бич, імовірно занесена на метеориті з космосу. Вона перетворювала заражених, у тому числі Іфрита, на чудовиськ, внаслідок чого світова цивілізація Сольхейм загинула. Один з уцілілих людей став на боротьбу з епідемією поряд із богами і після перемоги отримав у нагороду магічний кристал, який став джерелом сили королівства Люцис. Однак, боги були виснажені і остання битва з Зоряним бичем та Іфритом мала відбутися в майбутньому, коли прийде Істинний король. Астральні заповіли монарху Люциса та його нащадкам оберігати кристал і за потреби користуватися його силою, а як посередника лишили оракула.

### Істоти
В іграх серії до Final Fantasy XV діє той самий пантеон, частина божеств (крім верховних) позначається словом фал'Сі. В FF XIII це механічні істоти, в Final Fantasy Type-0 вони бувають як кристалічними, так і людиноподібними. Вони можуть обирати собі слуг серед людей — л'Сі, і давати їм «фокус» — завдання, яке ті повинні виконати. В іграх наголошується, що боги насильно можуть робити людей л'Сі, і навіть виконання поставленого завдання не означає звільнення. В Final Fantasy XIII це закінчується перетворенням на кристал, у Final Fantasy Type-0 — втратою пам'яті.
Характерні для Final Fantasy призивні істоти Ейдолони описуються як створені богинею Етро для допомоги л'Сі.
Деякі елементи прямо не проявляються в грі, але також поєднують ігри в єдину серію. До прикладу, Ворота Етро можна помітити в Final Fantasy XIII та продовженнях на фонах, хоч вони й не відіграють вагомої ролі. В Final Fantasy Type-0 станції збереження виглядають подібно, виконані в формі ока.
У Final Fantasy XV Ейдолонів замінено божествами, що звуться Астральними і мають більш виражені християнські мотиви. Тут вони в образі ради богів Гексатеона сприймають обраних людей як союзників у боротьбі проти магічної хвороби та бунтівного бога Іфрита.

## Супутня продукція
До кожної з ігор серії виходить додаткова література, яка детальніше пояснює світ гри і/або продовжує і доповнює її події. «Final Fantasy XIII Episode Zero -Promise-» описує події за 13 днів до початку Final Fantasy XIII. «Final Fantasy XIII -Episode i-» пов'язує FF XIII з FF XII-2. «Final Fantasy XIII-2 Fragments Before» є книгою з 232 сторінками, що детальніше описує світ гри та декількох персонажів, передуючи відповідній грі. «Final Fantasy XIII-2 Fragments After» — подібна 242-сторінкова книга, яка описує світ і персонажів після фіналу. «Lightning Returns: Final Fantasy XIII Chronicle of Chaotic Era» — це скасований приквел до Lightning Returns. «Final Fantasy XIII: Reminiscence -tracer of memories-» містить опис світу Final Fantasy XIII і її продовжень з точки зору майбутнього, після фіналу трилогії.
До Final Fantasy Type-0 існує манґа «Final Fantasy Type-0: Reaper of the Icy Blade», «Final Fantasy Type-0 (manga)», новелізації «FF Type-0: Change the World -The Answer-» і «Final Fantasy Type-0: Change the World 2 -The Penultimate Truth- (продовження попередньої)».
Final Fantasy XV отримала супутні вебаніме «Brotherhood: Final Fantasy XV», фільм «Kingsglaive: Final Fantasy XV» та низку супутніх ігор.